# Петренки (Донецкая область)
Петренки (укр. Петренки) — посёлок в Амвросиевском районе Донецкой области Украины. Находится под контролем самопровозглашённой Донецкой Народной Республики.

## География

#### Соседние населённые пункты по странам света
С: Клёновка, Володарского
СЗ: Осыково
СВ: Мережки, Свободное, Зеркальное, Войковский
З: Шмидта, Прохоровское, Новокатериновка
В: —
ЮЗ: Шевченко, Ленинское, Войково, Колоски
ЮВ: Обрезное, Светлый Луч, Вишнёвое
Ю: Строитель, Бурное

## Население
Население по переписи 2001 года составляло 89 человек.

## Общая информация
Почтовый индекс — 87324. Телефонный код — 6259. Код КОАТУУ — 1420684506.

## Местный совет
87324, Донецкая область, Амвросиевский район, пос. Клёновка, ул. Ленина, 8